# Sam Karmann
Pour les articles homonymes, voir Karmann (homonymie).
Sam Karmann, né le 23 septembre 1953 à Port-Saïd (Égypte), est un acteur et réalisateur français.

## Biographie
Sam Karmann est né à Port-Saïd (Égypte). Sam Karmann a suivi une formation au cours Florent ainsi qu'à l'ENSATT. Il fait ses débuts au cinéma en 1981 chez Alexandre Arcady où il fait une rencontre déterminante, avec Roger Hanin. L'acteur et réalisateur l'engage pour jouer des seconds rôles dans Train d'enfer et La Rumba. Aux côtés de Roger Hanin, il va trouver le rôle qui va le populariser, celui de l'inspecteur Barrada dans la série Navarro. Il jouera dans la série de 1989 à 1995.
Au cinéma, deux rôles marquent le public : dans Cuisine et Dépendances et La Cité de la peur. En 1993, il passe avec succès à la réalisation. Après un court-métrage remarqué, Omnibus (Palme d'Or du court métrage à Cannes en 1992, Bafta du Meilleur court métrage en 1993, Oscar du Meilleur court métrage en 1993), on lui doit Kennedy et moi, avec Jean-Pierre Bacri et Nicole Garcia, puis À la petite semaine, avec Gérard Lanvin, Jacques Gamblin et Clovis Cornillac ainsi que La Vérité ou presque avec Karin Viard, André Dussollier et François Cluzet. En 2010 à la télévision, il incarne le rôle principal de la série 1788... et demi sur France 3. 
En 2018, il est à l'affiche de la pièce de Juan Mayorga, Le Garçon du dernier rang, au Théâtre Paris-Villette aux côtés de son fils Martin.
En 2021, il publie Conversations du bout du Monde chez Jean-Claude Lattès qui raconte la course de Damien Seguin à bord de l'Imoca Groupe Apicil lors de ses trois mois de course du Vendée Globe 2020 

### Vie privée
Il est le père de deux fils. Léo est auteur-réalisateur, Martin est comédien.
Il est un proche ami de jeunesse de Jean-Pierre Bacri, qu'il présente comme un « frère ».

### Prises de position
Il cosigne en mai 2019, parmi 1 400 personnalités du monde de la culture, la tribune « Nous ne sommes pas dupes ! », publiée dans le journal Libération, pour soutenir le mouvement des Gilets jaunes et affirmant que « Les gilets jaunes, c'est nous ».
Il devient également directeur artistique du festival de court-métrage Regards croisés, organisé par L'Hippocampe à destination de personnes en situation de handicap pour favoriser leur intégration professionnelle.

## Théâtre
- 1975 : Crime et Châtiment de Fiodor Dostoïevski, mise en scène Robert Hossein, théâtre de Paris
- 1976 : Lorenzaccio de Alfred de Musset, mise en scène Jean-Pierre Bouvier, théâtre de Créteil
- 1977 : Dom Juan de Molière, mise en scène Jean-Pierre Bouvier, théâtre de l'Œuvre
- 1978 : Tout simplement de Jean-Pierre Bacri, mise en scène Jean-Pierre Bouvier, Plateau Beaubourg
- 1978 : Ceux qui font les clowns de Michael Stewart (en), mise en scène Jean-Pierre Bouvier, espace Cardin
- 1980 : Le Soulier de satin de Paul Claudel, mise en scène Jean-Louis Barrault, théâtre du Rond-Point
- 1981 : Le Fourbe de Séville de Tirso de Molina, mise en scène Jacques Rosny, festival de Sarlat
- 1982 : Amphitryon de Molière, mise en scène Jean-Pierre Andréani, théâtre de la Cité Universitaire
- 1983 : Le Cocu magnifique de Fernand Crommelynck, mise en scène Roger Hanin, Carré Silvia-Monfort
- 1983 : Henri IV de Luigi Pirandello, mise en scène Roger Hanin, festival de Pau
- 1984 : Le Sexe faible d'Édouard Bourdet, mise en scène Roger Hanin, festival de Pau
- 1984 : Argent mon bel amour de Roger Hanin, mise en scène Roger Hanin, théâtre Daunou
- 1985 : Cinq nôs modernes de Yukio Mishima, mise en scène Maurice Béjart, théâtre du Rond-Point
- 1987 : L'Affaire du courrier de Lyon d'Alain Decaux et Robert Hossein, mise en scène Robert Hossein, palais des congrès de Paris
- 1987 : Good de Cecil P. Taylor, mise en scène Jean-Pierre Bouvier, Théâtre de la Renaissance
- 1992 : Cuisine et Dépendances de Jean-Pierre Bacri et Agnès Jaoui, mise en scène Stéphan Meldegg, théâtre La Bruyère puis théâtre Montparnasse puis tournée
- 1995 : Un air de famille de Jean-Pierre Bacri et Agnès Jaoui, mise en scène Stéphan Meldegg, théâtre de la Renaissance puis tournée
- 1999 : Raisons de famille de Gérald Aubert, mise en scène Gildas Bourdet, théâtre Hébertot puis tournée
- 2001 : Love de Murray Schisgal, mise en scène Michel Fagadau, comédie des Champs-Élysées puis tournée
- 2004 : Frankie et Johnny de Terrence McNally, mise en scène Didier Long, théâtre de la Renaissance
- 2011 : Toutou d'Agnès et Daniel Besse, mise en scène Anne Bourgeois, théâtre Hébertot puis tournée
- 2013-2014 : Le Bonheur d'Éric Assous, mise en scène Jean-Luc Moreau, théâtre Marigny (salle Popesco) puis tournée
- 2016-2017 : Petits crimes conjugaux d'Éric-Emmanuel Schmitt, mise en scène Jean-Luc Moreau, Théâtre Rive Gauche puis tournée
- 2018 : Le garçon du dernier rang de Juan Mayorga, mise en scène Paul Desveaux, Théâtre Paris Villette
- 2020 - 2022 : Le Visiteur d'Éric-Emmanuel Schmitt, mise en scène Johanna Boyé, tournée, dont festival off d'Avignon 2021, théâtre Rive Gauche 2021-2022 et tournée 2022-2023
- 2024 : Tant pis c'est moi de Denis Lachaud et Sam Karmann, La Scala Provence puis Paris

## Filmographie

### Cinéma

#### En tant qu'acteur
- 1981 : Le Grand Pardon d'Alexandre Arcady : William Benamou
- 1982 : La Balance de Bob Swaim : Paulo
- 1982 : Ça va pas être triste de Pierre Sisser : le photographe
- 1982 : Les Voleurs de la nuit (Thieves After Dark) de Samuel Fuller : un policier
- 1983 : Le Grand Carnaval d'Alexandre Arcady : Rabinovitch
- 1984 : Réveillon chez Bob de Denys Granier-Deferre : Roby
- 1984 : Train d'enfer de Roger Hanin : Duval
- 1985 : Suivez mon regard de Jean Curtelin : un violeur
- 1986 : Under the Cherry Moon de Prince : un policier
- 1986 : Chère canaille de Stéphane Kurc
- 1986 : La Rumba de Roger Hanin : Antoine
- 1989 : Hiver 54, l'abbé Pierre de Denis Amar
- 1992 : Cuisine et Dépendances de Philippe Muyl : Jacques
- 1994 : La Cité de la peur de Alain Berberian / Youri / Émile Gravier
- 1995 : J'aime beaucoup ce que vous faites de Xavier Giannoli (court métrage)
- 1995 : Un bel après-midi d'été d'Artus de Penguern : Maxime (court métrage)
- 1997 : Ça reste entre nous de Martin Lamotte : Patrick
- 1997 : La Méthode de Thomas Bégin (court métrage)
- 1998 : Le Ciel, les Oiseaux et... ta mère ! de Djamel Bensalah : le contrôleur
- 1999 : Kennedy et moi : Robert Janssen, l'amant
- 1999 : H.E.C. 99 de Vincent Champagnac (court-métrage)
- 2000 : Le Goût des autres d'Agnès Jaoui : le metteur en scène
- 2001 : Monsieur Batignole de Gérard Jugnot : Max Bernstein
- 2003 : À la petite semaine : l'employé de l'ANPE
- 2004 : Casablanca Driver de Maurice Barthélemy : John Driver, le père adoptif de Casa
- 2005 : Suzanne de Mona Achache (court métrage)
- 2006 : L'Autocar de Guillaume Lonergan (court métrage)
- 2007 : La Vérité ou presque : Thomas
- 2008 : Les Dents de la nuit de Vincent Lobelle et Stephen Cafiero : Serge Krinine, le dentiste des stars
- 2008 : Juste une heure de Virginie Peignien (court métrage)
- 2012 : Radiostars de Romain Levy : J.R. Jablonski
- 2014 : Des lendemains qui chantent de Nicolas Castro : Rabbi Mendelbaum
- 2014 : Les Gazelles de Mona Achache : Jacques
- 2016 : Rupture pour tous d'Eric Capitaine : Yvon
- 2017 : Grand Froid de Gérard Pautonnier : le prêtre
- 2017 : Le Sens de la fête d'Olivier Nakache et Éric Toledano : Hubert
- 2017 : Ôtez-moi d'un doute de Carine Tardieu : le généticien
- 2018 : Abdel et la Comtesse d'Isabelle Doval : Claude
- 2018 : Place publique d'Agnès Jaoui : Mickey
- 2018 : Demi-sœurs de Saphia Azzeddine, François-Régis Jeanne : Léo
- 2019 : Selfie de Thomas Bidegain, Marc Fitoussi, Tristan Aurouet, Cyril Gelblat et Vianney Lebasque : docteur Sanerot
- 2022 : Les Vedettes de Jonathan Barré : le gérant de l'EHPAD
- 2022 : Couleurs de l’incendie de Clovis Cornillac : le faussaire
- 2023 : Je ne suis pas un héros de Rudy Milstein : le père de Louis
- 2024 : Heureux Gagnants de Maxime Govare et Romain Choay : docteur Lambert

#### En tant que réalisateur
- 1993 : Omnibus (court métrage)
- 1999 : Kennedy et moi
- 2003 : À la petite semaine
- 2006 : Chant Prénatal (court métrage)
- 2006 : Issues de secours (court métrage)
- 2007 : La Vérité ou presque
- 2022 : Amis d'enfance (fiction théâtrale)[7]

### Télévision

#### En tant qu'acteur

##### Téléfilms
- 1980 : Le Fourbe de Séville : le roi de Castille
- 1981 : Henri IV : Ariald
- 1984 : Le Sexe faible : Carlos
- 1989 : La Mort vous invite de Sylvie Durepaire : Professeur Tissot
- 1991 : Les Cahiers bleus de Serge Leroy : M. Lanoselle
- 1992 : Secret de famille de Hervé Baslé : Jean Cellier
- 1995 : Une femme dans mon cœur de Gérard Marx : Gilles Moreau
- 1996 : Le Rêve d'Esther de Jacques Otmezguine : Illian
- 1997 : Parisien tête de chien de Christiane Spiero : Pierre Monestier
- 1997 : La vérité est un vilain défaut de Jean-Paul Salomé : Denis
- 1998 : Bébé Boum de Marc Angelo : Denis
- 2003 : Procès de famille d'Alain Tasma : Michel Danjou
- 2004 : Le Caprice des cigognes de Christiane Le Herissey : Bertrand
- 2005 : Le Rainbow Warrior de Pierre Boutron : Stadgès
- 2006 : C'est arrivé dans l'escalier de Luc Béraud : Charles Bénétaud
- 2007 : Opération Turquoise d'Alain Tasma : Le colonel
- 2008 : Marie-Octobre de Josée Dayan : Raoul de Saint-Maur
- 2011 : La Nouvelle Blanche-Neige de Laurent Bénégui : Stéphane Leroy
- 2012 : Jeux dangereux de Régis Musset : Jean-Baptiste Pirelli
- 2015 : L'Emprise de Claude-Michel Rome : Robert Lange
- 2017 : Le Viol d'Alain Tasma : Professeur Minkowsky
- 2018 : Amours à mort d'Olivier Barma : François Leroy
- 2019 : Classe unique de Gabriel Aghion : Jacques
- 2020 : Au-dessus des nuages de Jérôme Cornuau : le père de Dorine
- 2021 : On n’efface pas les souvenirs d'Adeline Darraux : Diego
- 2022 : En plein cœur de Bruno Garcia : Richard Leprince

##### Séries télévisées
- 1980 : Petit déjeuner compris de Michel Berny : Khabil (épisode 6)
- 1983 : Deux amies d'enfance de Nina Companeez : Mitia (épisode 2 : Nelly)
- 1989-1993 : Navarro : l'inspecteur Barrada
- 1990 : Les Cinq Dernières Minutes de Stéphane Kurc : Jean-Marc Patel (2e série, épisode 64 : Une beauté fatale)
- 1992 : Warburg de Moshé Mizrahi : Éric Warburg
- 2011 : 1788... et demi d'Olivier Guignard : le comte François de Saint-Azur
- 2013 : Section de recherches : Alain Belmont (saison 7, épisode 12 : Far Ouest)
- 2015 : Cherif : Valentin Mansard (saison 3, épisode 4 : À la folie)
- 2017 : Irresponsable : Jean-Pierre (saison 2, épisode 1 : Le début d'une nouvelle ère)
- 2018 : Crimes parfaits de Julien Zidi : Roland (saison 2, épisode 2 : Bain de minuit)
- 2019 : Laëtitia de Jean-Xavier de Lestrade : Gilles Patron
- 2025 : Flashback de Vincent Jamain et Stephen Cafiero : commissaire Perroni
- 2025 : Des vivants de Jean-Xavier de Lestrade : père d'Arnaud

#### En tant qu'auteur-réalisateur
- 2008-2010 : Les Bougon, série télévisée pour M6 (épisodes 1 à 6)
- 2022 : Amis d'enfance, co-écrit avec Catherine Wimphen, co-réalisé par Serge Khalfon, fiction théâtrale diffusée sur France 2

### Publicité
- Mars (1995)
- Citroën C15 (1998)
- Guronsan (2000)

## Podcasts
- 2022 : Batman : Autopsie : Alfred Pennyworth

## Distinctions
- Molières 1992 : nomination au Molière du comédien dans un second rôle pour Cuisine et Dépendances
- Festival de Cannes 1992 : Palme d'or du court métrage pour Omnibus
- Oscars 1993 : Oscar du meilleur court métrage en prises de vues réelles pour Omnibus
- Pour Kennedy et moi:
  - Grand Prix Festival de Sarlat
  - Grand Prix de la Fondation Gan
  - Sélectionné au Festival de Berlin section Panorama
  - Prix du premier film au Festival de Florence
  - Nommé au Awards Européens Prix Fassbinder
- Molières 2000 : nomination au Molière du comédien dans un second rôle pour Raisons de famille
- 2007 : nomination au prix Raimu du meilleur film pour La Vérité ou presque
- 2008 : prix de la meilleure contribution artistique au Festival international du film de La Rochelle pour Les Bougon

### Décoration
- 2000 : Chevalier de l'ordre des Arts et des Lettres nommé par Catherine Tasca, ministre de la Culture.